# Feliks Starzyński
Feliks Starzyński (ur. 3 maja 1864 r. w Łopienniku Lackim, zm. 21 sierpnia 1945 r. w Trębaczowie) – poseł na Sejm Ustawodawczy, członek Rady Stanu Królestwa Polskiego, działacz ludowy i niepodległościowy.

## Działalność polityczna
W latach 1910–1911 brał czynny udział w protestach przeciwko carskim planom oderwania od Królestwa Polskiego tzw. guberni chełmskiej i przyłączenia jej bezpośrednio do Rosji.
W 1917 r. wstąpił do nowoutworzonego Zjednoczenia Ludowego. W kwietniu 1918 r. został z jego ramienia członkiem Rady Stanu Królestwa Polskiego, w której pełnił funkcję prezesa klubu.
Po rozwiązaniu Rady Stanu, dążył do zjednoczenia partii ludowych. Owocem tych działań było połączenie Zjednoczenia Ludowego i PSL "Piast" pod koniec października 1918 r. W grudniu zaś został wybrany wiceprezesem połączonego ugrupowania.

W 1919 r. został wybrany posłem na Sejm Ustawodawczy z okręgu nr 22 (Miasto Lublin i powiaty Lublin, Puławy i Lubartów). Jego działalność w Parlamencie skupiała się głównie na kwestiach polityki rolnej.

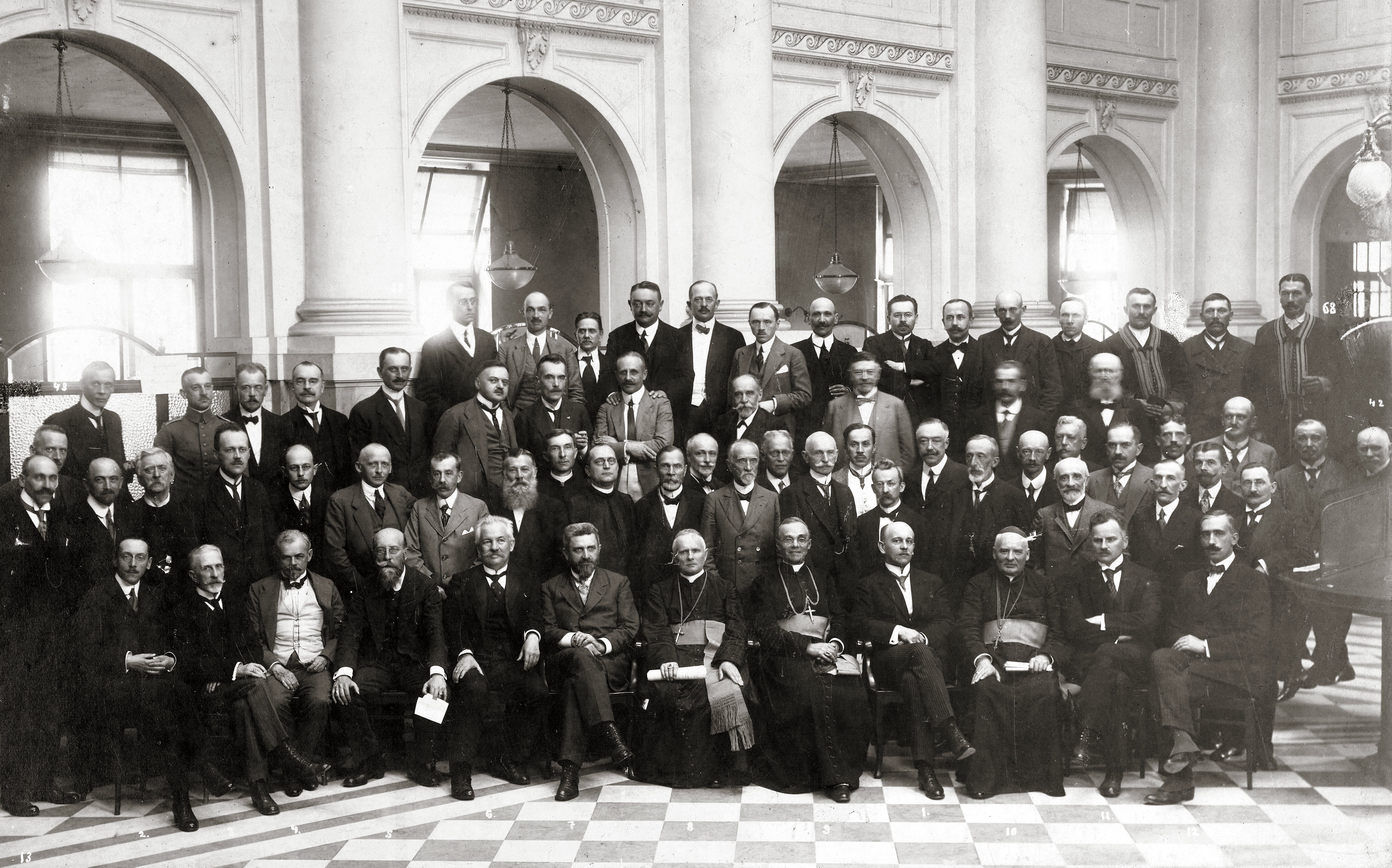
Członkowie Rady Stanu Królestwa Polskiego we wrześniu 1918 r. - Feliks Starzyński stoi pierwszy z prawej.

W 1922 r. bezskutecznie kandydował do Senatu z list PSL "Piast", po czym wycofał się z aktywnej działalności politycznej.

## Rodzina
Był synem Aleksandra Starzyńskiego, kowala i wójta Łopiennika Lackiego, oraz Otolii z Sokołowskich.
Jego siostrą była znana działaczka komunistyczna -  Marcjanna Fornalska, matka Małgorzaty Fornalskiej. Z kolei jego siostrzeniec, Franciszek Górny, również był posłem na Sejm Ustawodawczy, lecz z ramienia PSL "Wyzwolenie".
W 1890 r. ożenił się z Ewą Kuchtą, z którą miał siedmioro dzieci.